# Аналитическая философия
Аналити́ческая филосо́фия (англ. analytic philosophy) — англо-американская традиция философии, получившая широкое распространение в середине XX века. Аналитическая философия не представляет собой единой школы, поскольку хотя и сформировалась на основе британского неореализма Джорджа Мура и Бертрана Рассела, однако также впитала в себя австрийский неопозитивизм (через Альфреда Айера и Уилард Куайна) и американский прагматизм (Чарльз Сандерс Пирс, Чарльз Уильям Моррис). От позитивизма она заимствует антиметафизическую направленность (критика философских «псевдопроблем»), сциентизм и опору на опытное знание, а от прагматизма — здравый смысл. Термин аналитический указывает на идеалы ясности, точности и логической (Аристотель называл логику аналитикой) строгости мышления, которые стремятся осуществить представители данного направления философии.

## Предыстория
Истоки аналитической философии можно проследить вплоть до античной философии: логические разработки стоиков, «Аналитика» Аристотеля, семантические идеи софистов. В средневековой философии это семантические идеи британских схоластов Иоанна Дунса Скота и Уильяма Оккама; схоластические трактаты и диспуты — эталоны доказательности, аналитичности и концептуальной строгости. В Новое время преимущественное внимание к языковой и эпистемологической стороне философской деятельности становится отличительной чертой британской философии: Фрэнсис Бэкон, Джон Локк, Томас Гоббс, Дэвид Юм, Джордж Беркли, Милль. Важный вклад в формирование аналитического стиля философствования внесли такие представители «континентальной» европейской философии, как Рене Декарт, разработавший новую модель сознания (философы-аналитики считают его основателем философии сознания в современном понимании), Готфрид Вильгельм Лейбниц, создавший логическую теорию отношений, Иммануил Кант, трансцендентальная аргументация которого стала для философов-аналитиков одним из излюбленных приёмов рассуждения и доказательства.

## История
Не существует единого мнения о месте и времени рождения аналитической философии, появившейся в качестве результата т. н. «лингвистического поворота», так или иначе затронувшего многие философские направления XX века: герменевтику, феноменологию, структурализм и постструктурализм. В основании аналитической традиции лежат идеи немецкого логика Готлоба Фреге, неореализм, логико-семантический анализ, философия здравого смысла Джорджа Мура, логический атомизм Бертрана Рассела, логический позитивизм представителей Венского кружка, Львовско-Варшавской школы, философия обыденного языка оксфордской школы, а также концепции раннего и позднего Людвига Витгенштейна. Однако некоторые исследователи оспаривают принадлежность к аналитической философии Фреге и Рассела. До 30-х гг. XX века термины «логический позитивизм» и «аналитическая философия» использовались практически как взаимозаменяемые, однако, помимо центральноевропейского неопозитивизма, до войны также были активны кембриджские аналитики (например, Джордж Эдвард Мур), которых сложно причислять к неопозитивистам.
Приход нацистов к власти в Германии, убийство главы Венского кружка Морица Шлика в Вене, аншлюс Австрии и оккупация Польши привели к эмиграции представителей неопозитивизма в англоязычные страны (Рудольф Карнап, Ханс Райхенбах и Альфред Тарский). Вместе с тем, произошли и качественные изменения.

### Апогей
Позитивизм из логического стал лингвистическим. Особенно это заметно на примере Витгенштейна, который от проекта построения логически выверенного метаязыка перешёл к анализу языковых игр. После Второй мировой войны в конце 1940-х и в 1950-х годах аналитическая философия окончательно обратилась к анализу обыденного языка.
В отличие от неопозитивистов, сторонившихся «ловушек» обыденного языка, философы-аналитики осознали огромное количество тонких нюансов, терявшихся при попытках создания редуцированного метаязыка. В то время как логический позитивизм фокусировался на логических терминах, которые, как предполагалось, должны быть универсальными и отделёнными от случайных факторов (таких как культура, язык, исторические условия), аналитическая философия подчёркивала употребление языка обычными людьми — эту особенность аналитической философии Ричард Рорти обозначит в 1967 году как «лингвистический поворот» (англ. Linguistic Turn). В начале 1950-х годов логический позитивизм подвергся критике со стороны Людвига Витгенштейна в его книге «Философские исследования» (1953), Уилларда Ван Ормана Куайна в его статье «Две догмы эмпиризма» (1951) и Уилфрида Селларса в его работе «Эмпиризм и философия сознания» (англ. Empiricism and the Philosophy of Mind, 1956). Наиболее выдающимися философами-аналитиками после смерти Витгенштейна были Джон Лэнгшо Остин, Гильберт Райл и Питер Фредерик Стросон, которые принадлежали т. н. «оксфордской школе анализа языка». Получила развитие аналитическая философия и в Кембридже (Джон Уиздом). Сильная школа аналитической философии сложилась в США (Нельсон Гудмен, Мол Аарон Крипке, Патнэм).

### Кризис и второе дыхание
Однако в 1970-е годы аналитическая философия подвергается критике со стороны постмодернизма (Ричард Рорти). Впрочем, в конце XX века аналитическая философия обретает «второе дыхание», смещая свой центр в США и сосредотачиваясь на проблемах философии сознания. Главными представителями второй («американской») волны аналитической философии стали Джон Сёрл и Дэниел Деннет. В Австралии близкие к ним идеи развивал Дэвид Чалмерс.
Основываясь на своих взглядах на интенциональность, Сёрл в книге «Переоткрытие сознания» (1992) описывает свой взгляд на сознание. Он считает, что начиная с бихевиоризма, значительная часть современной философии пытается отрицать существование сознания.
Сёрл считает, что философия оказалась в положении ложной дихотомии: с одной стороны, мир состоит лишь из объективных частиц, с другой — сознание обладает субъективным опытом от первого лица. Сёрл же говорит, что обе позиции верны: сознание является реальным субъективным опытом, сопряжённым с физическими процессами в мозгу. Эту позицию он предлагает называть биологическим натурализмом.
Деннет основной проблемой считает предоставление такой философии сознания, которая имела бы основу в эмпирических исследованиях. В своей изначальной диссертации «Содержание и сознание» он разделяет проблему объяснения разума на необходимость в теории содержания и теории сознания. Позднее он собрал сборник эссе на тему содержания в The Intentional Stance и представил свои взгляды на сознание в Consciousness Explained.
Уже в Consciousness Explained заметен интерес Деннета к возможности объяснить при помощи эволюции некоторые особенности сознания, что впоследствии стало заметной частью его работ.
Чалмерс изложил свою идею о «трудной проблеме сознания» (the hard problem of consciousness) в вышеупомянутой книге и в своей статье Facing Up to the Problem of Consciousness («Навстречу проблеме сознания»). Здесь он проводит различие между лёгкими проблемами сознания и трудной проблемой сознания, которую можно выразить так: «почему вообще существует восприятие сенсорной информации?», «почему существует сознание?». Главная тема его исследования — это различие между биологической работой мозга и поведением, с одной стороны, и ментальным опытом, который рассматривается отдельно от поведения, то есть квалиа, с другой. Он утверждает, что пока нет исчерпывающего объяснения различий между этими двумя системами. Также он критикует материалистическое объяснение ментального опыта, что делает его дуалистом в эпоху, когда доминируют монистические идеи.
В качестве доказательства своих идей он выдвигает гипотезу «философского зомби», который по существу является нормальным человеком, но не имеющим квалиа и способности ощущать. Он утверждает, что поскольку существование зомби возможно, то понятия квалиа и способность ощущать до сих пор не получили полного объяснения с точки зрения физических свойств. Чалмерс допускает, что сознание берёт начало в любой информационной системе (см. теория информации), и таким образом он признаёт одну из форм преанимизма и не исключает, что даже термостат в какой-то степени обладает сознанием. Чалмерс однажды отметил, что он является агностиком в вопросах преанемизма и считает, что эти вопросы не являются абсолютно недоказуемыми. Выход в свет монографии Чалмерса The Conscious Mind (Сознающий ум, 1996) вызвал большой резонанс в научном мире. В научном журнале Consciousness Studies («Исследования в области сознания») было опубликовано более двадцати различных работ на эту тему таких исследователей, как Дэниел Деннет, Макгинн Колин, Франсиско Варела, Фрэнсис Крик, Роджер Пенроуз и других.

## Разделы аналитической философии

### Метаэтика (аналитическая этика)
Одной из особенностей аналитической философии является повышенный интерес к морально-этической проблематике, которую классический «австрийский» неопозитивизм предпочитал игнорировать. Это обусловлено смещением внимания с анализа языка к анализу обыденного языка, где присутствует значительное количество оценочных суждений. В аналитической этике обозначилось два подхода к интерпретации морально-этических высказываний: когнитивное и некогнитивное. Когнитивный или познавательный подход подразумевал верификацию этих высказываний и редукцию к опыту, то есть к материальным интересам (натурализм Р. Бойда и Н. Стеджена) или «интуиции добра» (Джордж Мур), тогда как некогнитивный подход исходил из субъективно-эмоционального отношения (эмотивизм Айера) или должествования (прескриптивизм Р. Хэара). Однако в самой метаэтике (и тем более в этическом сообществе в целом) некогнитивный подход не пользуется популярностью.
В статье «Современная моральная философия» ученица Людвига Витгенштейна Элизабет Энском ввела в философский лексикон термин «консеквенциализм», объявила объяснительную связку «есть-должен» тупиком, а также возродила своими исследованиями интерес к ценностной этике. Статья Г. Э. М. Энском «Современная моральная философия», изданная в 1958 году, вызвала возрождение аристотелевского ценностно-этического подхода, а книга Джона Ролза «Теория справедливости», изданная в 1971 году, возродила интерес к кантианской этической философии. По существу единственным конституирующим признаком аналитической этики является сейчас аналитический стиль мышления, то есть отказ от метафорически-суггестивного способа изложения, тщательное определение ключевых понятий, выявление семантических оттенков естественного языка морали, стремление к логической прозрачности этических рассуждений и т. п. Это означает, что аналитическая этика, прекратив существование в качестве особой «школы», трансформировалась в широкое течение, объединяющее весьма далёкие по содержанию этические концепции лишь на основании их более или менее выраженной приверженности указанному стилю мышления.
Как полагает Аласдер Макинтайр, аналитические философы претендовали на то, чтобы представить «вневременную форму практического рассуждения», в то время как на самом деле просто «представляли форму практического разума, специфичную для их собственной либеральной индивидуалистической культуры».

### Политическая философия
Представители аналитической философии придерживались противоположных политических взглядов, применяя аналитический метод для обоснования или разработки разделяемых ими идеологий. Так Джон Ролз тщательно аргументировал апологию социального либерализма («Теория справедливости»), а Роберт Нозик придерживался либертарианских взглядов («Анархия, государство и утопия»). Часть аналитических философов критиковала классический либерализм с позиций коммунитаризма (Тэйлор и Макинтайр). Существуют «постмодернистские» попытки скрестить аналитическую философию и марксизм (аналитический марксизм Дж. А. Коэна). Такая «всеядность» аналитической философии позволяет некоторым исследователям сделать вывод, что «аналитической политической философии не существует» как отдельного феномена.

### Аналитическая философия религии
Отношение аналитических философов к религии также неоднозначно, как и их отношение к политике. Многие аналитики, не порвавшие связи с неопозитивизмом, видели в религии выражение метафизики в худшем её проявлении. Авторитет аналитического движения Бертран Рассел прямо высказывался против религии (Почему я не христианин). Однако ориентация на метод и стиль как отличительные черты аналитической философии делали это направление «всеядным», в том числе и в отношении религии. Уже в 40-е гг. Джон Уиздом предложил воспринимать религию как совокупность высказываний, способных выразить мистический опыт. Эти высказывания вполне поддаются лингвистическому анализу. Ещё более использовал аналитический метод для религиозной апологетики Алвин Плантинга.

### Аналитическая метафизика
Изначально аналитическая философия как и в целом позитивизм весьма отрицательно относились к метафизике к любым её проявлениям — метафизический стиль мышления казался несовместим с аналитическим. 
Альфред Айер называл метафизику бессмыслицей. 
Однако в работах Куайна наметился выход к метафизической проблематике, поскольку бессмысленными оказались как раз атомарные высказывания, выхваченные из контекста. Абстрактные интеллектуальные построения и универсалии стали пониматься как необходимая часть истолкования языковых значений, однако Куайн понимал всю «онтологическую относительность» подобных систем. В рамках аналитической философии науки (Томас Кун) также была открыта эвристичность метафизики (например, атомизма), способствующей развитию эмпирических наук. 
Питер Стросон обратился к построению «дескриптивной метафизики», а Сол Крипке занялся анализом реальности возможных миров. Вместе с тем, исследователи подчёркивают, что говорить об аналитической метафизике нужно осторожно, не смешивая её с классической метафизикой. Модели мира или даже «модели бытия» рассматриваются исключительно как контекст атомарных высказываний и тяготеют к онтологическому плюрализму.
Метафизикой снова энергично занимаются, но теперь это происходит в “научном” духе

## Аналитическая философия по странам
Несмотря на то, что аналитическую философию можно охарактеризовать как англо-американскую версию неопозитивизма, тем не менее она получила распространение не только в англоязычных странах. В послевоенной Германии аналитическую философию распространяли Айке фон Савиньи и Эрнст Тугендхат, в Финляндии — Георг Хенрик фон Вригт и Яакко Хинтикка. 

Как отмечает А. Ф. Грязнов, в англосаксонских странах академической философией считается именно аналитическая традиция.